# Yuan Sijun
Yuan Sijun (n. 29 mai 2000, Nanchang⁠(d), Republica Populară Chineză) este un jucător chinez de snooker.
A disputat o semifinală la Openul Gibraltarului în 2019 unde a pierdut la Stuart Bingham. Nu a realizat breakul maxim niciodată. În aprilie 2019, se afla pe poziția 51 mondială.
Se antrenează și locuiește în Anglia la Sheffield conform World Snooker.